# Eugraphe sigma
Espèce
Synonymes
- Agrotis signum[2]
- Eugraphe signum Fabricius, 1787[2]

Eugraphe sigma est un papillon de nuit de la famille des noctuidés. On le retrouve dans la majorité de l'Europe (à l'exception de l'Irlande, la Grande-Bretagne, la péninsule Ibérique et la Grèce) jusqu'en Sibérie et en Corée.

## Liste des sous-espèces
Selon Catalogue of Life (7 juin 2016) :
- sous-espèce Eugraphe sigma anthracina Boursin, 1954
- sous-espèce Eugraphe sigma melancholina Bryk, 1948

## Annexe